# Beastars
Beastars (Nhật: ビースターズ Hepburn: Bīsutāzu, cách điệu thành BEASTARS) là một bộ truyện tranh Nhật Bản được viết và minh họa bởi Itagaki Paru. Nó đã được đăng theo kỳ trong Weekly Shōnen Champion kể từ tháng 9 năm 2016, với các chương của nó được thu thập thành 22 tập tankōbon vào tháng 10 năm 2020. Câu chuyện diễn ra trong một thế giới của các loài động vật được nhân hóa (hay gọi là thú nhân) trong xã hội hiện đại, văn minh, có sự phân hóa giữa động vật ăn thịt và động vật ăn cỏ. Bộ truyện lấy tên từ cấp bậc trong vũ trụ của Beastar, một cá nhân có tài năng, tận tụy và tiếng tăm.
Bộ anime truyền hình được chuyển thể bởi Orange được phát sóng từ ngày 8 tháng 10 đến ngày 26 tháng 12 năm 2019 vào khung giờ + Ultra của Fuji TV. Mùa thứ hai đã được phát hành vào đầu năm 2021. Mùa thứ ba và cũng là mùa cuối cùng đã được công bố.
Beastars đã giành được nhiều giải thưởng, bao gồm cả danh hiệu Akita Shoten đầu tiên mang về giải thưởng Manga Taishō. Bộ truyện tranh được cấp phép phát hành tiếng Anh ở Bắc Mỹ bởi Viz Media, trong khi bộ anime được Netflix cấp phép toàn cầu.

## Cốt truyện
Legoshi, một chàng sói xám cao lớn, là một học sinh nhút nhát và trầm tính của Học viện Cherryton, nơi cậu ấy sống trong ký túc xá với một số học sinh ăn thịt khác, bao gồm cả người bạn Labrador của mình, Jack. Là một thành viên của câu lạc bộ kịch của trường, Legoshi làm việc như một nghệ sĩ sân khấu và hỗ trợ các diễn viên của câu lạc bộ lãnh đạo bởi nam sinh nổi tiếng Louis, một chàng huơu đỏ.
Không biết từ đâu, Tem - cậu lạc đà alpaca bị sát hại và ăn thịt một cách dã man trong đêm, tạo ra một làn sóng bất an và mất lòng tin giữa các học sinh ăn cỏ và ăn thịt. Cũng tại thời điểm đó, Legoshi có cuộc gặp gỡ định mệnh với Haru, một cô gái thỏ lùn - người đã ôm sẵn mối tình với chàng huơu Louis và bắt đầu nảy sinh tình cảm phức tạp với cô.

## Nhân vật
Legoshi (レゴシ Regoshi)
Lồng tiếng bởi: Chikahiro Kobayashi (tiếng Nhật), Đàm Vĩnh Hưng (tiếng Việt)
Legoshi là một con sói xám 17 tuổi  cao chót vót với tính cách trầm lặng đối lập với ngoại hình của mình. Cậu là một học sinh năm hai và là thành viên của đội ngũ sân khấu của câu lạc bộ kịch; cậu thích xem những vở bi kịch mặc dù không bao giờ phải trực tiếp tham gia vào diễn xuất. Cậu cố gắng che giấu những đặc điểm đáng sợ hơn của mình để hòa nhập tốt hơn với những người bạn cùng lớp ăn cỏ. Cậu muốn tự mình giải quyết vụ án về cái chết của Tem. Tóm lại, trái ngược hoàn toàn với xuất thân là loài ăn thịt, Legoshi luôn muốn kiềm ham muốn săn mồi bản năng của mình. Tuy nhiên, điều này càng trở nên phức tạp hơn khi cậu nảy sinh những cảm xúc lẫn lộn với Haru. Cậu bước sang tuổi 18 ở tập 14 của bộ manga..
Itagaki lần đầu tiên hình dung một nhân vật hình sói khi cô còn học trung học cơ sở; các ý tưởng thiết kế vẫn tương tự nhưng theo thời gian, cô đã có những ý tưởng khác nhau cho câu chuyện của nhân vật. Itagaki tuyên bố rằng cô đã chọn tạo ra một nhân vật sói vì sự giống nhau của chúng với những chú chó khiến chúng trở nên quen thuộc với độc giả và việc "lén lút" của những con sói khiến chúng trở nên "dễ thương". Cái tên "Legoshi" dùng để chỉ nam diễn viên Bela Lugosi trong khi cô sử dụng Mathieu Amalric làm người mẫu cho khuôn mặt của Legoshi. Cô ấy tuyên bố "Đôi khi tôi nghĩ về Kenichi Matsuyama khi tôi vẽ cơ thể của Legoshi".
Haru (ハル)
Lồng tiếng bởi: Sayaka Senbongi (tiếng Nhật), Hồ Ngọc Hà (tiếng Việt)
Haru, một học sinh năm ba, là thành viên đơn độc của câu lạc bộ làm vườn của Cherryton và bị tẩy chay bởi hầu hết học sinh cả trường do hành vi quan hệ tình dục bừa bãi của cô. Là một con thỏ lùn trắng, cô thường thấy mình bị xã hội coi thường như một cá thể mỏng manh nên rất ham muốn thể hiện bản thân. Cô cảm thấy rằng quan hệ tình dục là cách duy nhất cô ấy cảm thấy mình đang kiểm soát bản thân. Haru có xu hướng giữ mọi người một khoảng cách nhất định, ngay cả những người như Legoshi và Louis, những người muốn trở nên thân thiết hơn với cô.
Louis (ルイ Rui)
Lồng tiếng bởi: Yūki Ono
Chàng hươu đỏ 17 tuổi (khi bắt đầu câu chuyện), là một sinh viên năm thứ ba tại Cherryton và là diễn viên ngôi sao của câu lạc bộ kịch của trường. Tự hào và tự tin, Louis có ước mơ trở thành Beastar tiếp theo. Anh có xu hướng nhìn xuống những người xung quanh và khẳng định sự thống trị của mình ngay cả khi một động vật ăn cỏ được bao quanh bởi các loài ăn thịt. Mặc dù thường bị thao túng bởi những ham muốn của riêng mình, Louis đã thể hiện lòng tốt và sự ngưỡng mộ (đặc biệt là với Legoshi) thể hiện trong suốt câu chuyện. Anh đã vướng vào mối tình lãng mạn với Haru.
Itagaki mang đến cho nhân vật vẻ ngoài "nữ tính", và các nhân vật trong Tập 2, anh "là nhân vật khó vẽ nhất [...] do các vấn đề khiến anh thể hiện tình cảm, thêm rằng cô không thấy khó vẽ các phần thực tế của nhân vật. Itagaki tuyên bố rằng cô đã chọn cái tên "Louis" cho có vẻ thượng lưu.
Juno (ジュノ)
Lồng tiếng bởi: Atsumi Tanezaki
Juno là một nữ sinh sói xám năm nhất và là thành viên mới của câu lạc bộ kịch, người đã yêu Legoshi ngay từ cái nhìn đầu tiên sau khi cậu bảo vệ cô khỏi những kẻ bắt nạt, đã nghe nói về anh trước khi gặp cậu. Cô quyết tâm giành được trái tim của cậu và trở thành một Beastar bên cạnh cậu, để tạo ra một kỷ nguyên hòa bình mới cho tất cả các loài ăn thịt cùng nhau.
Gohin (ゴウヒン)
Lồng tiếng bởi: Akio Ōtsuka
Một con gấu trúc khổng lồ làm việc như một bác sĩ trị liệu tâm lý và hoạt động chui, người điều trị và phục hồi tâm lý các động vật ăn thịt không thể kiềm chế được bản năng. Lần đầu tiên ông gặp Legoshi khi cậu đi ra ngoài ở Chợ Đen, và lúc đầu, ông cho rằng Legoshi là một trong nhiều loài thú ăn thịt chịu đựng bản năng hoang dã của chúng, nhưng sớm phát triển một tình bạn với cậu, cuối cùng trở thành một người cố vấn cho cậu.
Jack (ジャック Jakku)
Lồng tiếng bởi: Junya Enoki (tiếng Nhật), Sơn Tùng M-TP (tiếng Việt)
Jack là một con chó săn Labrador và cũng là bạn thân nhất của Legoshi. Hai người quen nhau từ thời thơ ấu. Cậu rất thân thiện và muốn điều tốt nhất cho Legoshi, hỗ trợ cậu ta bất kể điều gì.
Bill (ビル Biru)
Lồng tiếng bởi: Takaaki Torashima
Bill là một con hổ Bengal và là học sinh năm hai tại Học viện Cherryton. Cậu cũng là thành viên của bộ phận diễn xuất của câu lạc bộ kịch và mong muốn trở thành Beastar tiếp theo để chứng minh giá trị của tất cả các loài ăn thịt. Cậu thậm chí còn xem Legoshi như một đối thủ về kỹ năng diễn xuất.
Collot (コロ Koro)
Lồng tiếng bởi: Takeo Ōtsuka
Một con chó chăn cừu Anh cổ và bạn của Legoshi sống cùng ký túc xá.
Voss (ボス Bosu)
Lồng tiếng bởi: Yoshiyuki Shimozuma
Một con cáo fennec và bạn của Legoshi sống cùng ký túc xá.
Miguno (ミグノ Miguno)
Lồng tiếng bởi: Yuma Uchida
Một con linh cẩu đốm và bạn của Legoshi sống cùng ký túc xá.
Durham (ダラム Daramu)
Lồng tiếng bởi: Naoto Kobayashi
Một con sói đồng cỏ và là bạn của Legoshi sống cùng ký túc xá.
Sanu (サヌ Sanu)
Lồng tiếng bởi: Fukushi Ochiai
Một con bồ nông và là chủ tịch của câu lạc bộ kịch.
Kai (カイ)
Lồng tiếng bởi: Nobuhiko Okamoto
Kai là một con cầy mangut. Trước đây là một phần của đội ngũ diễn viên câu lạc bộ kịch, cậu bị Louis hạ bệ để làm việc như một nghệ sĩ sân khấu và hỗ trợ các diễn viên của câu lạc bộ.
Els (エルス Erusu)
Lồng tiếng bởi: Sayumi Watabe
Els là một con dê Angora, người mà Tem có tình cảm. Ban đầu, cô sợ Legoshi sau vụ giết Tem, nhưng cô đã thay đổi ý định và tha thứ cho cậu khi cậu đưa bức thư tình của Tem cho cô.
Dom (ドーム Dōmu)
Lồng tiếng bởi: Genki Muro
Một con công trống và là lãnh đạo đội phụ trách hậu trường của câu lạc bộ kịch.
Kibi (キビ)
Lồng tiếng bởi: Yūichi Iguchi
Một con thú ăn kiến và là thành viên của đội hậu trường câu lạc bộ kịch.
Sheila (シイラ Shīra)
Lồng tiếng bởi: Yuko Hara
Một con báo năm ba và một thành viên cao cấp của câu lạc bộ kịch phụ trách phần biên đạo múa.
Aoba (アオバ)
Lồng tiếng bởi: Ikuto Kanemasa
Một con đại bàng hói năm hai và là thành viên của câu lạc bộ kịch. Cậu cũng là bạn bè của Legoshi và Bill.
Ellen (エレン Eren)
Lồng tiếng bởi: Akane Ōchi
Ellen là một con ngựa vằn năm hai tại Học viện Cherryton. Cô là một thành viên của câu lạc bộ kịch, người rất được tôn trọng từ phía động vật ăn cỏ (mặc dù không nhiều như Louis). Cô được chứng minh là kinh sợ động vật ăn thịt và là người đầu tiên tố cáo một trong số họ về cái chết của Tem.
Mizuchi (ミズチ)
Lồng tiếng bởi: Hibiku Yamamura
Một con thỏ Harlequin hoang tưởng tại Học viện Cherryton ở lớp Haru, người tin rằng mình là một loài có nguy cơ tuyệt chủng và luôn coi thường Haru là thấp kém hơn mình.
Legom (レゴム Regomu)
Lồng tiếng bởi: Sakura Andou
Một học sinh gà Leghorn tại trường trung học Cherryton ngồi cạnh Legoshi vì các chỗ ngồi được sắp xếp theo thứ tự bảng chữ cái. Mỗi thứ tư, cô bán trứng cho cửa hàng của trường, nơi Legoshi mua trứng để làm bánh mì kẹp trứng. Mặc dù hiếm khi nói chuyện với nhau, Legom vẫn đánh giá cao sự yêu thích của Legoshi đối với trứng của cô.
Tem (テム Temu)
Lồng tiếng bởi: Takeo Ōtsuka
Tem là một chú lạc đà alpaca bị giết chết một cách bí ẩn. Trước khi chết, cậu có tình cảm với Els và đã viết một bức thư tình (sau này Legoshi đã đưa nó cho Els).
Zoe (ゾーイ Zōi)
Lồng tiếng bởi: Genki Muro
Zoe là một con dê và là thành viên của câu lạc bộ kịch của Học viện Cherryton.
Tao (タオ)
Lồng tiếng bởi: Naoto Kobayashi
Tao là một học sinh báo đen năm hai tại Học viện Cherryton đồng thời là thành viên của câu lạc bộ kịch.
Gon (ゴン)
Hiệu trưởng hổ Siberia của Học viện Cherryton, cũng là thành viên của Hội Liên hiệp động vật giúp lựa chọn Beastars mới mỗi năm.
Thị trưởng (市長 Shichō)
Lồng tiếng bởi: Mitsuaki Hoshino
Là một thị trưởng sư tử giấu tên, ích kỷ bỏ qua mọi hành vi tiêu cực của các loài ăn thịt khác (đặc biệt là sư tử) vì không muốn động chạm đến chuyện phức tạp. Ông thừa nhận đã chi một khoản tiền cắt cổ cho phẫu thuật thẩm mỹ để khiến mình trông giống một động vật ăn cỏ hơn với mục đích duy nhất là trở nên ít đe dọa hơn, vì thế cũng dễ đắc cử hơn.
Ogma (オグマ)
Lồng tiếng bởi: Kenyu Horiuchi
Một con nai đỏ là chủ sở hữu và người đứng đầu của Tập đoàn Horns. Vô sinh và cần có người kế vị, ông ta đã nhận nuôi Louis từ chợ đen. Ông qua đời sau một vụ tai nạn xe hơi.
Ibuki (伊吹)
Lồng tiếng bởi: Taiten Kusunoki 
Thành viên của Shishugumi hoạt động ở chợ đen. Ông khá thông minh và điềm tĩnh so với các thành viên khác trong băng.
Free (自由)
Lồng tiếng bởi: Subaru Kimura 
Thành viên của Shishugumi hoạt động ở chợ đen. Một con sư tử nóng tính, máu chiến; hung hăng nhưng cũng thích đùa giỡn.

## Phương tiện truyền thông

### Manga
Paru Itagaki đã ra mắt bộ truyện tranh trên tạp chí truyện tranh shounen của Akita Shoten - Weekly Shōnen Champion vào ngày 8 tháng 9 năm 2016. Trong một cuộc thảo luận tại Anime NYC 2018, Viz Media tuyên bố rằng họ đã cấp phép cho manga. Trong một cuộc phỏng vấn vào tháng 9 năm 2019 với trang web tiếng Tây Ban Nha Ramen Para Dos, Itagaki tuyên bố rằng bộ truyện sẽ có "nhiều nhất là hai mươi tập". Bộ truyện đã được hoàn thành với chuơng thứ 196 vào ngày 8 tháng 10 năm 2020. Tập tankōbon đầu tiên được xuất bản vào ngày 6 tháng 1 năm 2017 và tập 22 (tập cuối) được xuất bản ngày 8 tháng 1 năm 2021.

### Anime
Trong số phát hành thứ 10 năm 2019 của Weekly Shōnen Champion, đã có thông báo rằng Beastars sẽ được chuyển thể thành một bộ anime truyền hình. do CG studio Orange thực hiện. Shinichi Matsumi trực tiếp chỉ đạo, Nanami Higuchi phụ trách phần bố cục, Nao Ootsu thiết kế các nhân vật, và Satoru Kōsaki sáng tác nhạc cho loạt phim. Bộ phim được phát sóng từ ngày 8 tháng 10 đến ngày 26 tháng 12 năm 2019 và được phát sóng vào khung giờ + Ultra của kênh Fuji TV và các kênh khác. Mùa đầu tiên có tổng cộng 12 tập, Khi mùa 1 kết thúc phát sóng trên TV, mùa thứ hai đã được công bố. Mùa thứ ba và cũng là mùa cuối cùng được công bố vào cuối năm 2021. Hãng phim hoạt hình Orange trở lại sản xuất hai mùa kế tiếp.
ALI đã trình diễn ca khúc chủ đề mở đầu của sê-ri "Wild side", trong khi YURiKA thể hiện các bài hát chủ đề kết thúc của sê-ri "Le zoo", "Sleeping instinct", "Marble" và "Floating Story on the Moon". Ca khúc mở đầu của mùa hai là "Kaibutsu" (怪物 "Monster") và ca khúc kết thúc là "Yasashii Suisei" (優しい彗星 "Comet") được trình bày bởi nhóm nhạc YOASOBI.
Beastars được phát hành vào ngày 13 tháng 3 năm 2020 trên Netflix bên ngoài Nhật Bản.

### Sân khấu kịch
Vào ngày 4 tháng 12 năm 2019, tạp chí Weekly Shōnen Champion phát hành năm 2020 đã thông báo rằng một vở kịch sân khấu dựa trên manga đã được phát triển. Ban đầu nó được lên kế hoạch cho lần ra mắt tháng 4 năm 2020 kéo dài đến tháng 5 ở Tokyo và Osaka. Vào cuối tháng 3 năm 2020, thông báo rằng vở kịch đã bị hủy do đại dịch COVID-19. Tuy nhiên, đã có kế hoạch khiến nó hoãn lại thay vào đó.

## Đón nhận
Bộ truyện đã có 1,3 triệu bản in vào tháng 4 năm 2018.
Vào tháng 12 năm 2017, Beastars đã đứng thứ hai trong danh sách manga dành cho nam giới trong sách hướng dẫn Kono Manga ga Sugoi!, chỉ xếp sau The Promised Neverland. Bộ truyện đã giành giải thưởng Manga Taishou hàng năm lần thứ 11 vào tháng 3 năm 2018, lần đầu tiên một loạt truyện đến từ Akita Shoten nhận giải thưởng. Vào tháng 4 năm 2018, tác phẩm đã giành giải thưởng Người sáng tạo mới tại Giải thưởng văn hóa Tezuka Osamu. Vào tháng 5 năm 2018, nó đã mang về giải thưởng dành cho Manga Shōnen hay nhất tại Giải thưởng Manga Kodansha hàng năm lần thứ 42. Tác phẩm cũng đã giành được một giải thưởng Gương mặt mới tại Giải thưởng Liên hoan Nghệ thuật Truyền thông Nhật Bản vào tháng 3 năm 2018.